# Wybory parlamentarne w Japonii w 1979 roku
Wybory parlamentarne w Japonii w 1979 roku wybory do Izby Reprezentantów (izby niższej japońskiego parlamentu zostały przeprowadzone w 1979 roku wybory wygrała Partia Liberalno-Demokratyczna zdobywając 248 z 511 mandatów.

## Wyniki
| Nazwa Partii                        | Mandaty | % Głosów |
| ----------------------------------- | ------- | -------- |
| Partia Liberalno-Demokratyczna      | 248     | 44.6     |
| Japońska Partia Socjalistyczna      | 107     | 19.7     |
| Japońska Partia Komunistyczna       | 39      | 10.4     |
| Komeito                             | 57      | 9.8      |
| Partia Socjalistyczno-Demokratyczna | 35      | 6.4      |
| Nowy Klub Liberalny                 | 4       | 3.0      |
| Federacja Socjaldemokratyczna       | 2       | 0.7      |
| Niezależni                          | 19      | 5.0      |
| Suma                                | 511     | 100.0%   |